# Noizay
Noizay – miejscowość i gmina we Francji, w Regionie Centralnym, w departamencie Indre i Loara.
Według danych na rok 1990 gminę zamieszkiwało 1037 osób, a gęstość zaludnienia wynosiła 59 osób/km² (wśród 1842 gmin Regionu Centralnego Noizay plasuje się na 379. miejscu pod względem liczby ludności, natomiast pod względem powierzchni na miejscu 765.).